# Lijst van beelden in dorpen in de gemeente Apeldoorn
Dit is een (onvolledige) chronologische lijst van beelden in de dorpen in de gemeente Apeldoorn. Onder een beeld wordt hier verstaan elk driedimensionaal kunstwerk in de openbare ruimte, waarbij beeld wordt gebruikt als verzamelbegrip voor sculpturen, standbeelden, installaties, gedenktekens en overige beeldhouwwerken.
Vanwege de omvang van de lijst is deze gesplitst. Zie voor de beelden binnen de plaats Apeldoorn zelf:
- Lijst van beelden in Apeldoorn-Noord (ten noorden van de spoorlijn Amersfoort-Deventer)
- Lijst van beelden in Apeldoorn-Zuid (ten zuiden van deze spoorlijn)

Voor een volledig overzicht van de beschikbare afbeeldingen zie de categorie Beelden in Apeldoorn op Wikimedia Commons.
| Geplaatst   | Omschrijving                                                               | Kunstenaar                                        | Locatie                                           | Plaats         | Materiaal                                                                              | Afbeelding   |
| ----------- | -------------------------------------------------------------------------- | ------------------------------------------------- | ------------------------------------------------- | -------------- | -------------------------------------------------------------------------------------- | ------------ |
| 1918        | De Ugchelense Kei                                                          | (onbekend)                                        | Hoek Hoenderloseweg / Ugchelseweg                 | Ugchelen       | zwerfkei (sinds 1918) met bronzen plaquette (sinds 1947)                               |              |
| 1922        | Sculpturen voorgevel Gebouw A                                              | Hendrik van den Eijnde                            | Radioweg                                          | Radio Kootwijk | steen                                                                                  |              |
| 1922        | Sculptuur achtergevel Gebouw A                                             | Hendrik van den Eijnde                            | Radioweg                                          | Radio Kootwijk | steen                                                                                  |              |
| 1938        | Bandung-monument deel 1                                                    | R.C. Mauve (ontwerp)/Titus Leeser (beeldhouwwerk) | Radioweg/Turfbergweg                              | Radio Kootwijk | brons                                                                                  |              |
| 1938        | Bandung-monument deel 2                                                    | Titus Leeser                                      | Radioweg/Turfbergweg                              | Radio Kootwijk | steen                                                                                  |              |
| 1951?       | De vallende man                                                            | Cor van Kralingen                                 | Ereveld Loenen                                    | Loenen         | Brons                                                                                  |              |
| 1947        | Oorlogsmonument                                                            | Willem van Kuilenburg                             | Radioweg                                          | Radio Kootwijk | Natuursteen                                                                            |              |
| 1970        | Verzetsmonument Beekbergen                                                 | J Bouw                                            | Teixeira de Mattospark aan de Loenenseweg         | Beekbergen     | Zandsteen                                                                              |              |
| 1973        | Monument 50 jaar Radio Dienst                                              | Heespelink                                        | ten noorden van Radioweg                          | Radio Kootwijk | Metaal (materialen van zendinstallaties). Vernield in 2011, anno 2012 verdwenen        |              |
| 1975        | 'De Davidster van Loenen', herdenkingsmonument                             | (onbekend)                                        | Vrijenbergweg                                     | Loenen         | Graniet                                                                                | (verdwenen?) |
| 1980        | De papierschepper                                                          | Lex Quartel                                       | Hoek GP Duuringlaan / Bogaardslaan                | Ugchelen       | Brons                                                                                  |              |
| 1981        | De Wellington                                                              | gebr. Driessen                                    | Hessen Allee 21                                   | Klarenbeek     | gemetselde sokkel met originele propeller van een neergestorte Wellington bommenwerper |              |
| 1982        | De plaggesteker                                                            | Francesca Zijlstra                                | Krimweg                                           | Hoenderloo     | Zandsteen                                                                              |              |
| 1985        | Bevrijdingsmonument                                                        | (onbekend)                                        | Lierderstraat                                     | Lieren         |                                                                                        |              |
| 1988        | Heideschapen                                                               | Jaap Loohuis                                      | Hoofdweg                                          | Loenen         |                                                                                        |              |
| 1989        | Twee halve bollen (gerenoveerd in 2011 en herbouwd in 2020 wegens houtrot) | Joos Clijsen                                      | A50 t.h.v. ecoduct Woeste Hoeve                   | A50            |                                                                                        |              |
| 1992        | Boerengezin; 1200 jaar Uddel                                               | Tineke Bot                                        | Hoek Waalwijckweg / Harderwijkerweg               | Uddel          | Brons                                                                                  |              |
| 1992        | De Woeste Hoeve                                                            | Tirza Verrips                                     | Oude Arnhemseweg                                  | Hoenderloo     | Glas en staal                                                                          |              |
| 1996        | 125-jarig bestaan van de Prinses Julianaschool                             | Elly Corstjens                                    | Op schoolplein Tullekenmolensweg                  | Lieren         |                                                                                        |              |
| 1998        | 100 jaar vrijwillige brandweer Ugchelen                                    | Greet Grottendieck                                | hoek G.P. Duuringlaan - Ugchelseweg               | Ugchelen       | Brons                                                                                  |              |
| 2000        | 'De bronzen beer', herdenkingsmonument                                     | Marie José Wessels                                | Eerbeekseweg                                      | Loenen         | Brons                                                                                  |              |
| 2000        | Blikopener                                                                 | Willem Taverne                                    | Hoek Hoenderloseweg / Brouwersmolenweg            | Ugchelen       | Hardhout                                                                               |              |
| 2001        | Annelies la Fleur                                                          | Marijke Ravenswaaij-Deege                         | In de tuin voor Spelderholt 9 (Villa Spelderholt) | Beekbergen     | Koper                                                                                  |              |
| 2001        | De sok                                                                     | Lex Quartel                                       | hoek Voorhoevestraat / Karhulstraat               | Ugchelen       |                                                                                        |              |
| 2007        | Buste Wilma Vermaat                                                        | (onbekend)                                        | Plein aan de Dorpstraat                           | Beekbergen     | Brons                                                                                  |              |
| 2008 (1988) | Paula in kamerjas                                                          | Maïté Duval                                       | Hoog Soeren                                       | Hoog Soeren    |                                                                                        |              |
| 2010        | Sierhek rond Julianaboom                                                   | Chrit Arnold                                      | Teixeira de Mattospark aan de Loenenseweg         | Beekbergen     | Staal                                                                                  |              |
| 2014        | Exodusmonument                                                             | Ingrid Harris                                     | kruising Engelanderweg/Arnhemseweg                | Beekbergen     | Cortenstaal                                                                            |              |
| 2017        | Kunstwerk voor oprichters kinderhuis Caesarea                              | Jan Ellenbroek                                    | Hoenderloseweg                                    | Ugchelen       | Serpentijn                                                                             |              |
| (onbekend)  | Freule Hartsen                                                             | Elly Corstjens                                    | hoek Kerkweg / Papenberg                          | Beekbergen     | Brons                                                                                  |              |
| (onbekend)  | danspaar                                                                   | P. v.d. Meer                                      | Krimweg/Speldermarkweg                            | Hoenderloo     | Brons                                                                                  |              |